# Дезурбанизация
Дезурбанизацията (наричана още рурурбанизация) е процес, при който градският начин на живот се прехвърля в населените места без градски статут, т.е. жителите на съответните населени места водят начин на живот, характерен за гражданите и не се занимават с дейности, присъщи за селския начин на живот. Пример в това отношение в България са селата покрай София, Пловдив, Варна, Бургас, Русе и Стара Загора, които са се превърнали в селища на заможни граждани от големия град, но практически все още се водят села.